# Coteaching
Coteaching bedeutet, dass zwei oder mehrere Personen  als Lehrkräfte für den Unterricht gemeinsam verantwortlich sind. 
Sie variieren ihre Beteiligung, abhängig von der inhaltlich-methodischen Vorbereitung, der aktuellen Situation in der Lerngruppe sowie ihrer unterschiedlichen Kompetenz, möglichst flexibel zwischen dem Führen, Unterstützen und Beobachten der Unterrichtsaktivitäten. 
Durch ihre gemeinsame Arbeit „Ellbogen an Ellbogen mit dem anderen“ können zum einen für die Schüler gelingende Unterrichtsprozesse entstehen und zum anderen können sich für die Lehrenden in der Situation vorteilhafte Möglichkeiten oder auch im Nachhinein auszuwertende Perspektiven ergeben.
Coteaching kann sowohl bei Schulpraktika  als auch im Referendariat eine gewinnbringende Form der Unterrichtsbeteiligung sein.
Coteaching unterscheidet sich von Teamteaching durch die in diesem Fall unterschiedliche Expertise der Unterrichtenden. Der erfahreneren Lehrkraft kommt die größere Verantwortung zu. Unerfahrene Lehrende können so mit Unterstützung Erfahrungen sammeln. Die erfahrenen Lehrkräfte helfen beim Unterrichtenlernen und beim Bewältigen von schwierigen Situationen durch eingreifendes Handeln und reflektierende Kommunikation.